# Hristijan Spirovski
Hristijan Spirovski (mazedonisch: Христијан Спировски; * 24. November 1987 in Melbourne, Australien) ist ein mazedonisch-australischer Pianist und Popsänger.

## Biographie
Spirovski interessierte sich schon in jungen Jahren für Musik und begann im Alter von sechs Jahren mit Unterstützung seines Vaters, eines Gitarristen. Sein erster Auftritt war 1996, wo er am Neujahrskonzert des "Center for Music Education" in Bitola teilnahm.
Mit zehn Jahren nahm er am Si-Do-Festival teil. Sein erstes Lied hieß Marija und wurde von Dragan Karanfilovski-Bojs und Kire Kostov arrangiert. Er trat 1999 mit einem Interview und einigen Stücken im regionalen Rundfunk auf. 2000 begann er, häufiger in Bitola aufzutreten, wo er schnell bekannt wurde, so dass über ihn regelmäßig in lokalen Medien berichtet wurde. Er gewann einen Jugendwettbewerb in Skopje, der in 34 Fernsehsendern Mazedoniens übertragen wurde. Spirovski belegte an der Musikschule in Bitola die Fächer Musik und Piano.
Im Oktober 2006 trat er mit einem Solostück in der südaustralischen Williamstowner Stadthalle mit dem Orchestra Victoria auf.
2007 erklärte Spirovski, dass er Musik an der Universität Melbourne studieren wolle, wo er weiterhin lebt.

## Auftritte
- Festival Si-Do – 1998
- Festival Mal Konzul – 1999
- Festival Tra-la-la – 2000
- Vasiot Prv Aplauz – 2001 (Von ihm gewonnener Wettbewerb als bester jüngster Instrumentalist dieses Jahres)
- Hristijan Spirovski Live-Performance 2005/1
- Hristijan Spirovski Live-Performance 2006/2

## Singles
- Marija – 1998
- So Boja da... – 1999
- Latino Zaigravme – 2000
- Monti Chardaz live performance – 2001
- Allegro Barbaro Live performance – 2005
- Khacaturian Tocatta – live performance at Orchestra Victoria